# Final Fantasy VIII
Final Fantasy VIII (ファイナルファンタジーVIII Fainaru Fantajī Eito?) är ett RPG-spel till Playstation och Microsoft Windows utvecklat av Squaresoft (numera Square Enix).

## Handling
Spelet börjar med att man möter studenten och huvudpersonen Squall Leonhart, som går på militärskolan Balamb Garden. Han blir senare medlem i Gardens elitstyrka SeeD. Squall är tystlåten och tillbakadragen. Efterhand dras han och hans kamrater in i en internationell konflikt och måste hindra trollpackan Edea att förstöra världen.

## Spelsystem
Liksom i Final Fantasy VII styrs karaktärerna i två olika fält: dels övervärlden, som är en glob där platser som städer är markerade, dels scener inne i städer och andra ställen, där man kan konversera med icke spelbara karaktärer och köpa saker, med mera.

### Junction
Om man vill kunna använda andra egenskaper i strid än attack måste man utrusta sig med Guardian Forces, GF. Med dessa kan man bättra på sina karaktärers status i styrka/magi/hastighet och så vidare samt ge karaktärerna fler egenskaper i strid magi, item, draw, till och med "GF" vilket låter en frammana en specifik GF att attackera motståndaren eller att läka ens lag.
Många GF har andra egenskaper som tillåter en att ändra vissa saker till magi eller till annat.

### Stridssystem
Man kan ta med max 3 karaktärer i strid åt gången, stridsordningen baserar sig på "ATP" vilket i klartext är att varje karaktär har en egen "stapel" som växer till sig och när den är klar så kan man från en meny välja vad denne ska göra.
- - Magi

En stor skillnad Final Fantasy VIII har är att inga karaktärer har MP (Magipoäng/Magic Points), istället drar man magier från fiender eller vissa magipunkter (så kallade "drawpoints") eller skapar från olika saker.
- - Vapen och rustning

Varje karaktär har sin sorts vapen, men istället för att byta ut vapnen uppgraderar man dem, vilket man gör vid vissa verkstäder och man måste också ha särskilda saker för en viss uppgradering. Rustningar har ingen då det troligen ersattes med Junctionsystemet
- - Limit Break

När en karaktärs HP (hälsopoäng/health points) faller under en viss procent, blir mätaren gul. Då kan karaktärerna genomföra en "Limit Break" ("Special Arts" i den japanska versionen), extrema attacker som vanligen baserar sig på karaktärens personlighet. Vissa är mer interaktiva medan man i andra Limit breaks väljer attacker som karaktären genomför.
- - Erfarenhetspoäng (EXP)

När en karaktär har samlat totalt 1 000 exp så går karaktären upp en Nivå(Level) och blir då starkare. Vad som skiljer Final Fantasy VIII från övriga är dock att fiender går upp i nivå i takt med spelarens grupps nivå.
Det är här Guardin Forces kommer till användning, då de också går upp i nivå. Dessa använder man för att få fördelar i striden.

## Karaktärer
- Squall Leonhart, spelets spelbara huvudkaraktär, en ensamvarg som koncentrerar sig på sina plikter och helst undviker närmare bekantskap med andra.
  - Limit break - Renzokuken

- Rinoa Heartilly, till synes mycket stark och beredd att kämpa för det hon tror på, vare sig hon får stöd eller inte.
  - Limit break - Angelo

- Zell Dincht, en slagskämpe med en förkärlek för varmkorv (bröd i den japanska versionen) och att träna. Han är en alltiallo som kan det mesta.
  - Limit break - Duel

- Selphie Tilmitt, en glad barnslig tjej som älskar vänner och verkligen bryr sig om dem.
  - Limit break - Slot

- Irvine Kinneas, spelets skytt och en misslyckad tjejtjusare.
  - Limit break - ?Shot?

- Quistis Trepe, en ung instruktör som är seriös och tålmodig.
  - Limit break - Blue magic

- Kiros Seagill och Ward Zabac tillsammans med Laguna Loire som är deras självutnämnda ledare ger dem mer besvär än önskat. Dessa dyker upp i drömmar hos Squall och resten av huvudkaraktärerna.

- Seifer Almasy, Squalls antagonist, hetlevrad och lättirriterad, vilket gör att han och Squall ständigt hamnar i bråk.

- Edea, en häxa som försöker ta över världen.